# لویی‌ویل (ایلینوی)
لویی‌ویل (به انگلیسی: Louisville) یک منطقهٔ مسکونی در ایالات متحده آمریکا است که در شهرستان کلی، ایلینوی واقع شده‌است. لویی‌ویل ۲٫۱۵ کیلومتر مربع مساحت و ۱٬۱۳۶ نفر جمعیت دارد.